# JR Tower
JR Tower (jap. JRタワー) – wieżowiec w Sapporo, w Japonii o wysokości 173 m. Budynek otwarto w 2003. Ma 38 kondygnacji.